# 乌苏镇
乌苏镇，是中华人民共和国黑龙江省佳木斯市抚远市下辖的一个镇。
2013年1月28日，黑龙江省民政厅批复同意将抓吉镇更名为乌苏镇。

## 行政区划
乌苏镇下辖以下地区：
赫哲族村、朝阳村、万里村、东胜村、东兴村、永胜村、永丰村、八盖村、北岗队、东河队、别拉洪队和赫哲社区。